# Bill Spivey
William Edwin Spivey, detto Bill (Lakeland, 19 marzo 1929 – Quepos, 8 maggio 1995), è stato un cestista statunitense.
Vinse il titolo di Most Outstanding Player NCAA nel 1951.

## Carriera
Nel 1951 fu implicato in uno scandalo legato a un giro di scommesse, che coinvolse oltre 30 giocatori del campionato NCAA, accusati di aver truccato numerosi incontri per favorire un giro di scommesse. Spivey fu accusato da un compagno, ma non venne mai giudicato colpevole; nel 1953 fu assolto, e il processo stabilì che per il giocatore si trattò di un errore giudiziario. Nonostante ciò la NBA decise di non ammetterlo nella lega.
La sua carriera da professionista si sviluppò pertanto nella Eastern Professional Basketball League e in American Basketball League. Nella prima metà degli anni cinquanta giocò invece in alcune squadre di esibizione affiliate agli Harlem Globetrotters, come i Boston Whirlwinds, la "House of David" e i Washington Generals.

## Palmarès
- Campione NCAA (1951)
- NCAA Basketball Tournament Most Outstanding Player (1951)
- NCAA AP All-America First Team (1951)
- NCAA AP All-America Third Team (1950)
- 2 volte campione EPBL (1958, 1959)
- EPBL Most Valuable Player (1959)
- All-ABL Second Team (1962)